# قانون نسبت‌های چندگانه

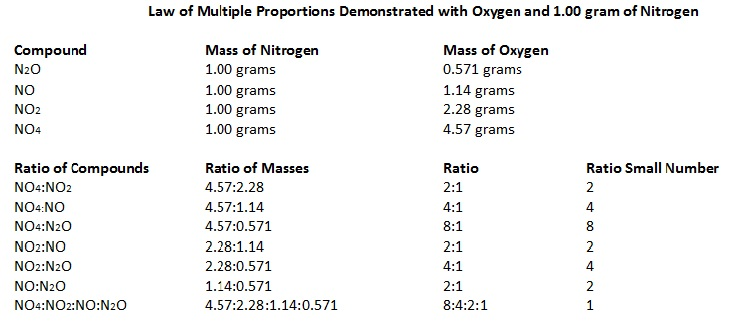
در این جدول نسبت جرم اکسیژن به نیتروژن برای چند ترکیب از این دو عنصر نشان داده شده‌است که اعداد صحیح و کوچکی هستند.

قانون نسبت‌های چندگانه (به انگلیسی: Law of multiple proportions) قانونی بنیادی در علم شیمی است که به صورت زیر تعریف می‌شود:
اگر دو عنصر بیش از یک ترکیب را به وجود آورند، نسبت جرم عناصر سازنده در هر ترکیب عددی کوچک و صحیح خواهد بود.
این قانون نخستین بار توسط شیمیدان انگلیسی جان دالتون تعریف گردید، به این سبب این قانون به نام قانون دالتون نیز شناخته می‌شود.